# Hoagy Carmichael
Howard Hoagland Carmichael (Bloomington, Indiana, 22 de noviembre de 1899-Palm Springs, 27 de diciembre de 1981), conocido como Hoagy Carmichael, fue un compositor, cantante actor y pianista estadounidense de música popular y de jazz. El compositor y autor estadounidense Alec Wilder lo describía con "mucho talento, inventiva, sofisticación orientada hacia los grandes artesanos del jazz" de canciones pop en la primera mitad del siglo veinte. Está considerado como uno de los grandes compositores exitosos de la canción popular estadounidense en la década de los años 1930s siendo uno de los primeros cantantes y compositores en llegar a las masas utilizando las nuevas tecnologías en la comunicación como la televisión y la utilización de micrófonos electrónicos y sonidos para grabación. Entre sus canciones, muchas de ellas consideradas clásicos, se encuentran títulos como «Stardust», «Georgia on My Mind», (con coros de Stuart Gorrell) «Up the Lazy River», «Rockin' Chair», «The Nearness of You», «Heart and Soul», (con coros de Frank Loesser), cuatro de las canciones más grabadas de todos los tiempos «In the Cool, Cool, Cool of the Evening», «Skylark» y «New Orleans».
La composición de Carmichael "Ole Buttermilk Sky" fue nominada para el premio de la Academia en 1946 por Canyon Passageen donde es coprotagonista como un músico cabalgando en una mula. "In the Cool, Cool, Cool of the Evening," con los coros de Mercer, ganó el premio de la Academia (Oscar) por la Mejor Canción original en 1951. También apareció como actor de carácter y como intérprete musical en 14 películas, fue anfitrión de tres musicales y de programas radiales de variedad, presentándose en la televisión y escribiendo dos autobiografías.

## Reseña biográfica
Carmichael, quien trabajó por poco tiempo como abogado, fue desde sus comienzos un entusiasta del jazz, y en particular de la corneta de Bix Beiderbecke. Su primera composición, «Riverboat Shuffle», fue grabada por Bix and the Wolverines en 1924 y se convirtió en un estándar de Dixieland. Carmichael, como pianista, vocalista y ocasional trompetista, abandonó la abogacía para centrarse en el jazz, concretamente tras grabar «Washboard Blues» con Paul Whiteman en 1927. Lideró algunas sesiones de jazz propias a finales de los años veinte, pero se hizo mucho más popular como compositor de canciones. Hacia 1935 estaba trabajando en Hollywood y actuó como ocasional actor secundario, apareciendo en 14 películas, entre las que se cuentan títulos tan importantes como Tener y no tener (To Have and Have Not) y Los mejores años de nuestra vida (The Best Years of Our Lives). En los cuarenta, Carmichael grabó varias sesiones en trío de sus éxitos y en 1956 grabó un conjunto de canciones respaldado por una banda de jazz moderno que incluía a Art Pepper. Tras ello, medio se retiró, insatisfecho con los cambios del negocio musical. Sus dos autobiografías (The Stardust Road de 1946 y Sometimes I Wonder de 1965) son muy valiosas.

## Selección discográfica
- 1956: Hoagy Sings Carmichael (Pacific Jazz).

## Premios y distinciones
Premios Óscar
| Año  | Categoría              | Canción                                  | Película            | Resultado |
| ---- | ---------------------- | ---------------------------------------- | ------------------- | --------- |
| 1947 | Mejor canción original | «Ole Buttermilk Sky»                     | Tierra generosa     | Nominado  |
| 1952 | Mejor canción original | «In the Cool, Cool, Cool of the Evening» | Aquí viene el novio | Ganador   |